# Parafia Matki Bożej Nieustającej Pomocy w Kuźminie
Parafia Matki Bożej Nieustającej Pomocy w Kuźminie – parafia rzymskokatolicka należąca do dekanatu Bircza, w archidiecezji przemyskiej.

## Historia
W 1870 roku na cmentarzu w Kuźminie poświęcono murowaną neogotycką kaplicę grobową rodu Pieściorowskich pw. Matki Bożej Wspomożycielki Wiernych, którą zbudowali Michał i Katarzyna Woźniakowie administratorowie folwarku kuźmińskiego. W tej kaplicy czasowo odprawiano msze święte.
W 1938 roku miejscowi katolicy usiłowali zająć miejscową cerkiew. Po 1947 roku cerkiew została zaadaptowana na kościół filialny. 
W 1970 roku dekretem bpa Ignacego Tokarczuka została erygowana parafia, z wydzielonego terytorium parafii Tyrawa Wołoska.
Na terenie parafii jest 496 wiernych (w tym: Kuźmina – 375, Roztoka – 61, Trzcianiec – 52).
Proboszczowie parafii:
1970–1979. ks. Jan Potocki.
1979–1985. ks. Stefan Kołodziej.
1985–1988. ks. Jan Gut.
1988–1998. ks. Czesław Niemiec.
1998–1999. ks. Jan Wieteszka
1999–2004. ks. Stanisław Toczek.
2004– nadal ks. Wiesław Tomczyk.

## Kościoły filialne
- Roztoka – dawną cerkiew zaadaptowano na kościół filialny. W kościele znajduje się łaskami słynący Obraz Matki Bożej Roztockiej z XVII wieku. Obraz został ufundowany przez greckokatolickiego prezbitera cerkwi w Roztoce ks. Jana Krozewicza i jego żony Lonii jako zadośćuczynienie za grzechy. 19 grudnia 2011 roku abp Józef Michalik nadał obrazowi tytuł Pocieszycielki pokutujących grzeszników[7].

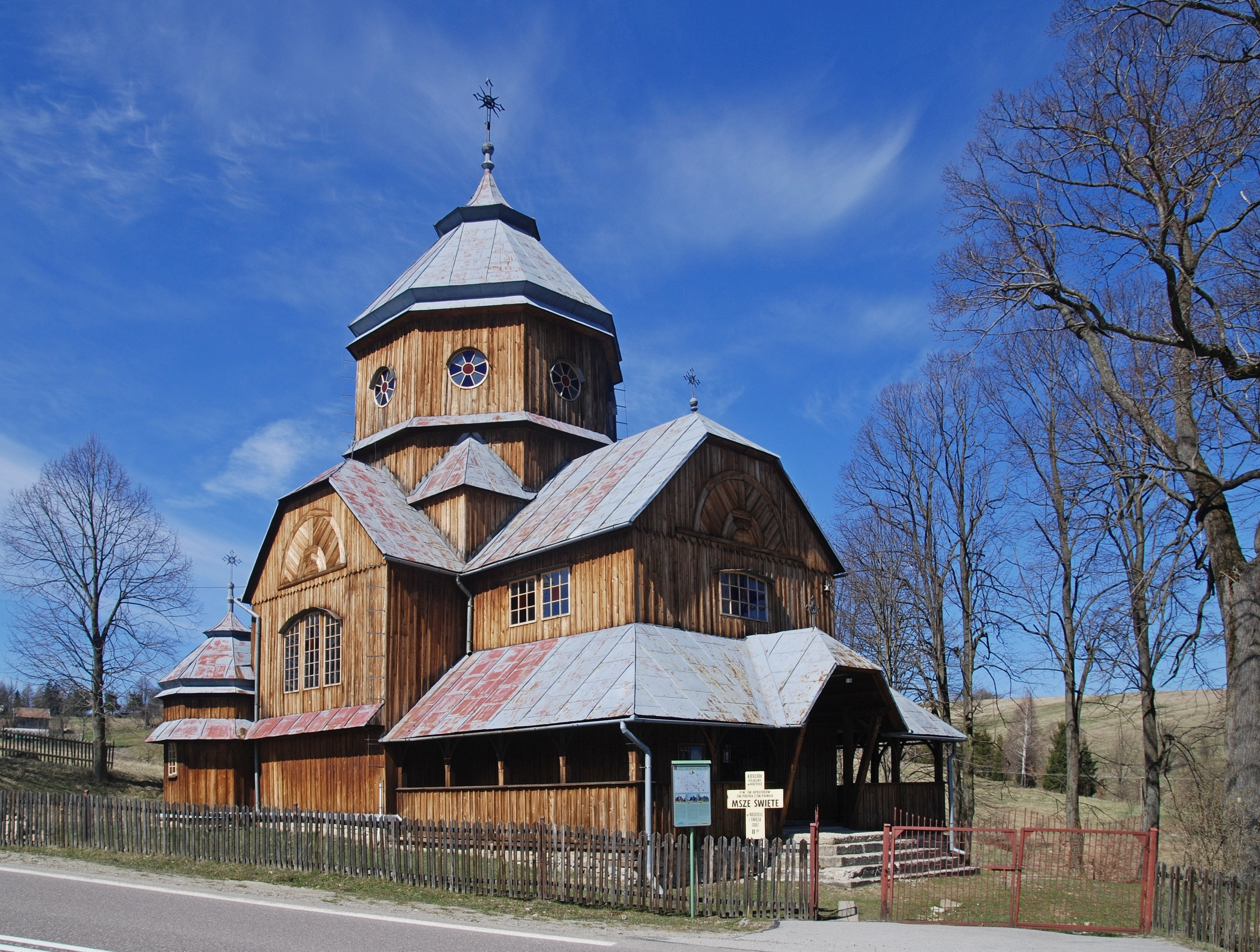
Kościół filialny w Roztoce
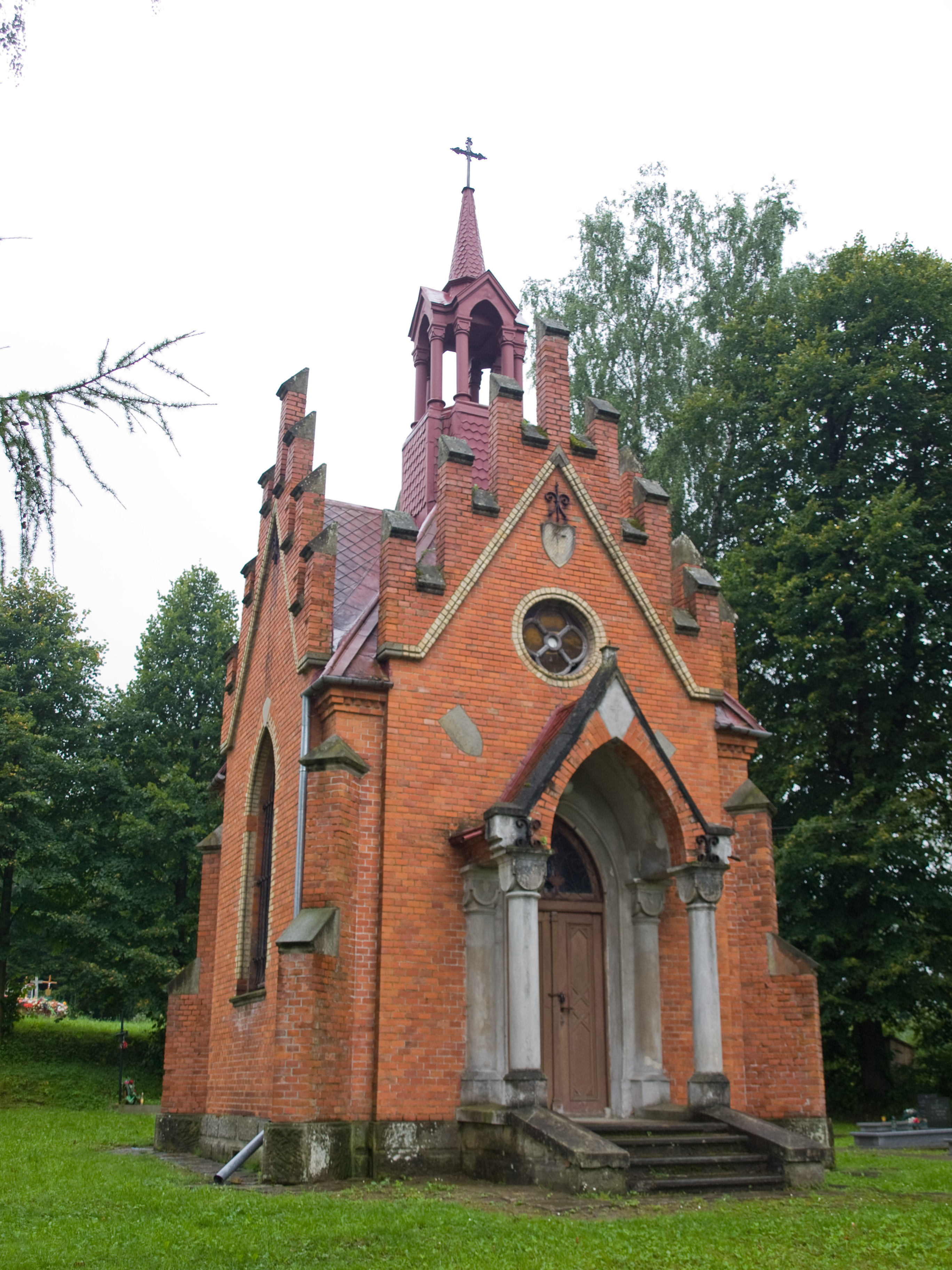
Kaplica grobowa Pieściorowskich